# Sahcabá (Hocabá)
Sahcabá es una localidad del municipio de Hocabá en el estado de Yucatán, localizado en el sureste de México.

## Toponimia
El nombre (Sahcabá) proviene del idioma maya.
Proviene del maya "Sajkab" que se refiere a una piedra blanca, de la cual se extrae lo que conocemos como polvo o tierra blanca, este nombre le va muy bien al pueblo, ya que todas las bardas del pueblo, están hechas a una misma altura, y están apiladas, de una forma increíble, sin ningún tipo de mezcla que los mantengan unidos, y esto es lo que le da mayor vista al pueblo, todas las bardas de piebla blanca.

## Demografía
Según el censo de 2005 realizado por el INEGI, la población de la localidad era de 1829 habitantes, de los cuales 924 eran hombres y 905 eran mujeres.
| 354                         | 366 | 265 | 419 | 476 | 582 | 896 | 963 | 1191 | 1483 | 1619 | 1665 | 1829 |
| (Fuente: INEGI [Consultar]) |     |     |     |     |     |     |     |      |      |      |      |      |

## Galería

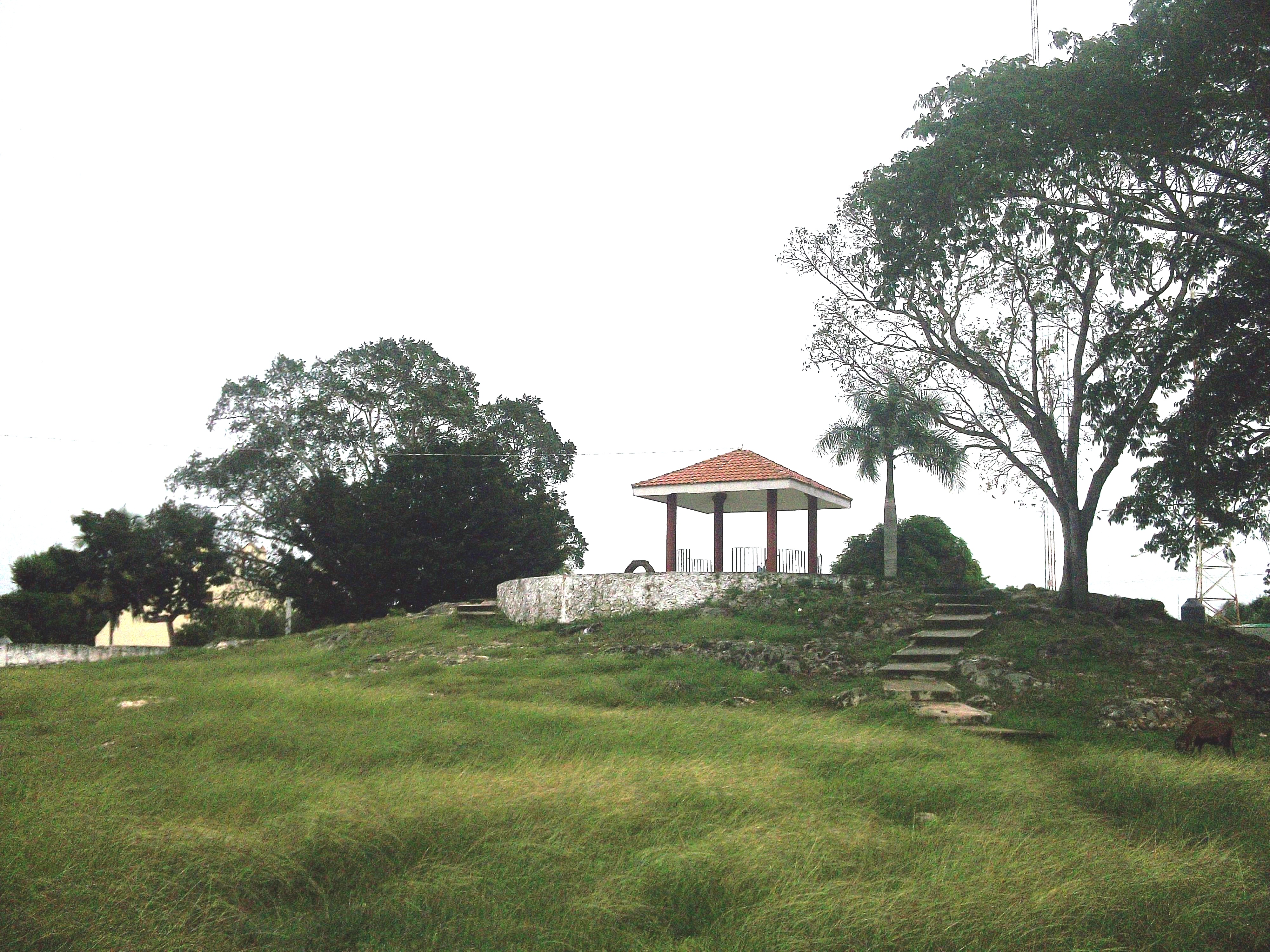
Parque principal.
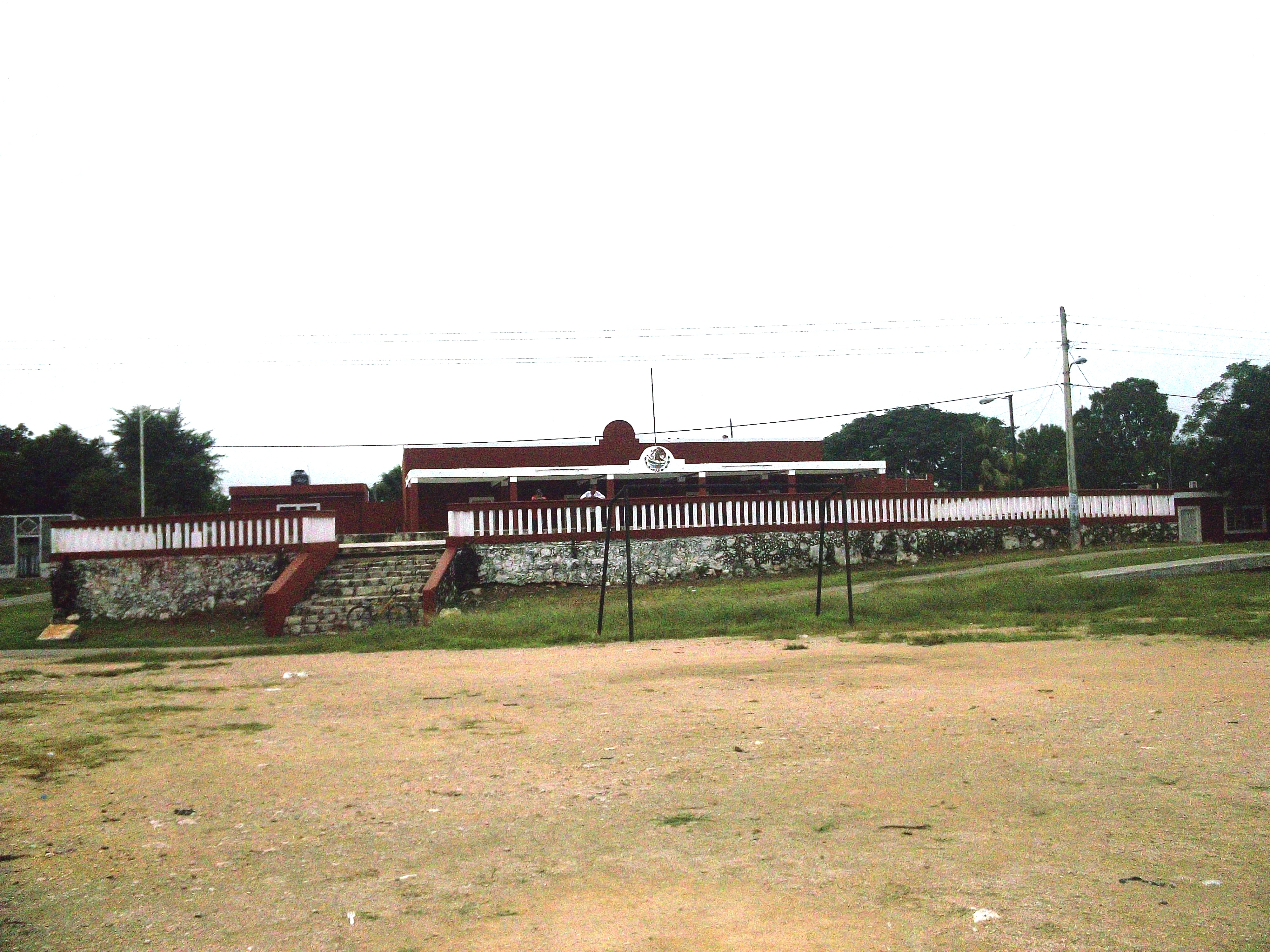
Casa comisarial.
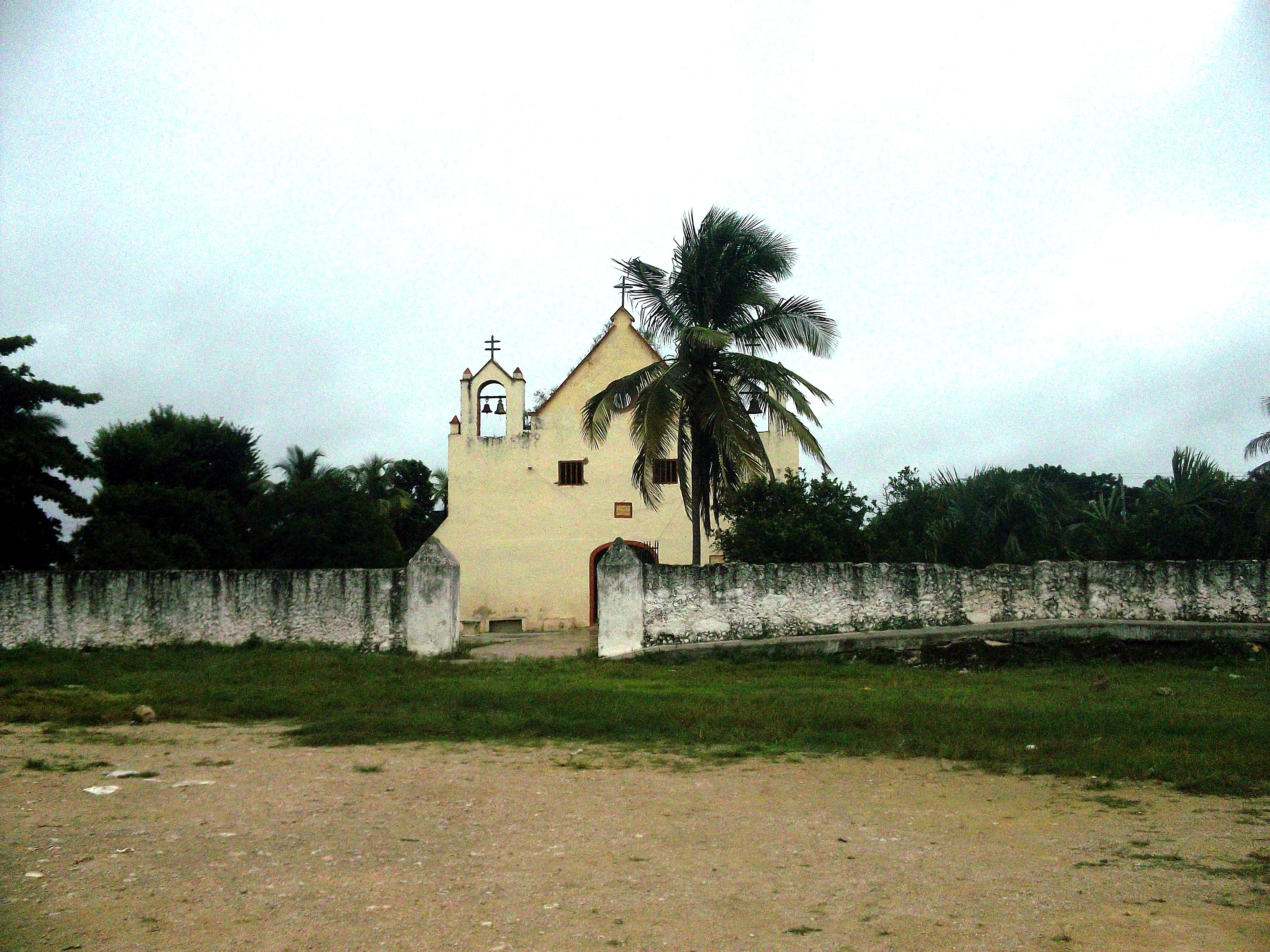
Iglesia.
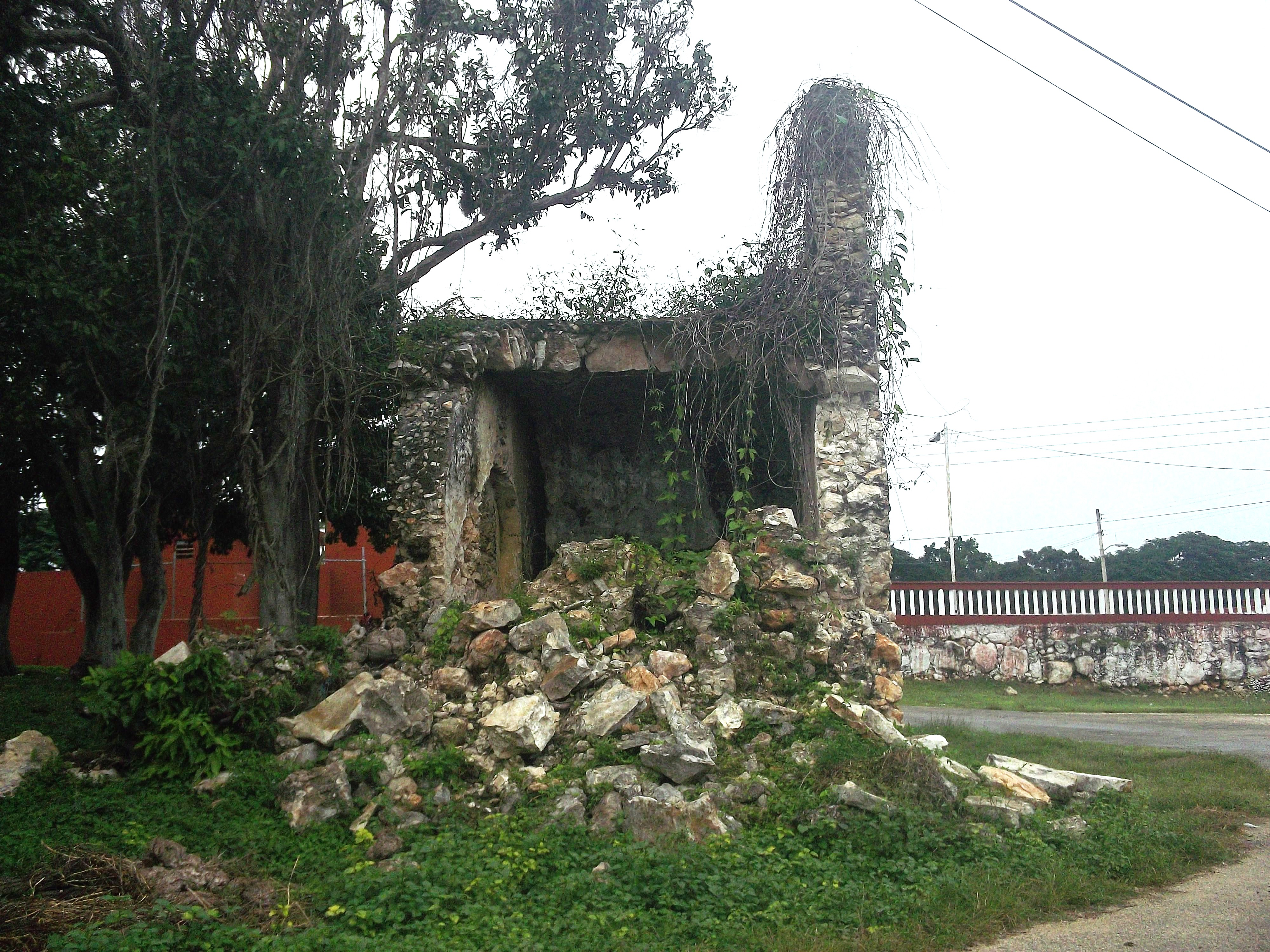
Capilla.
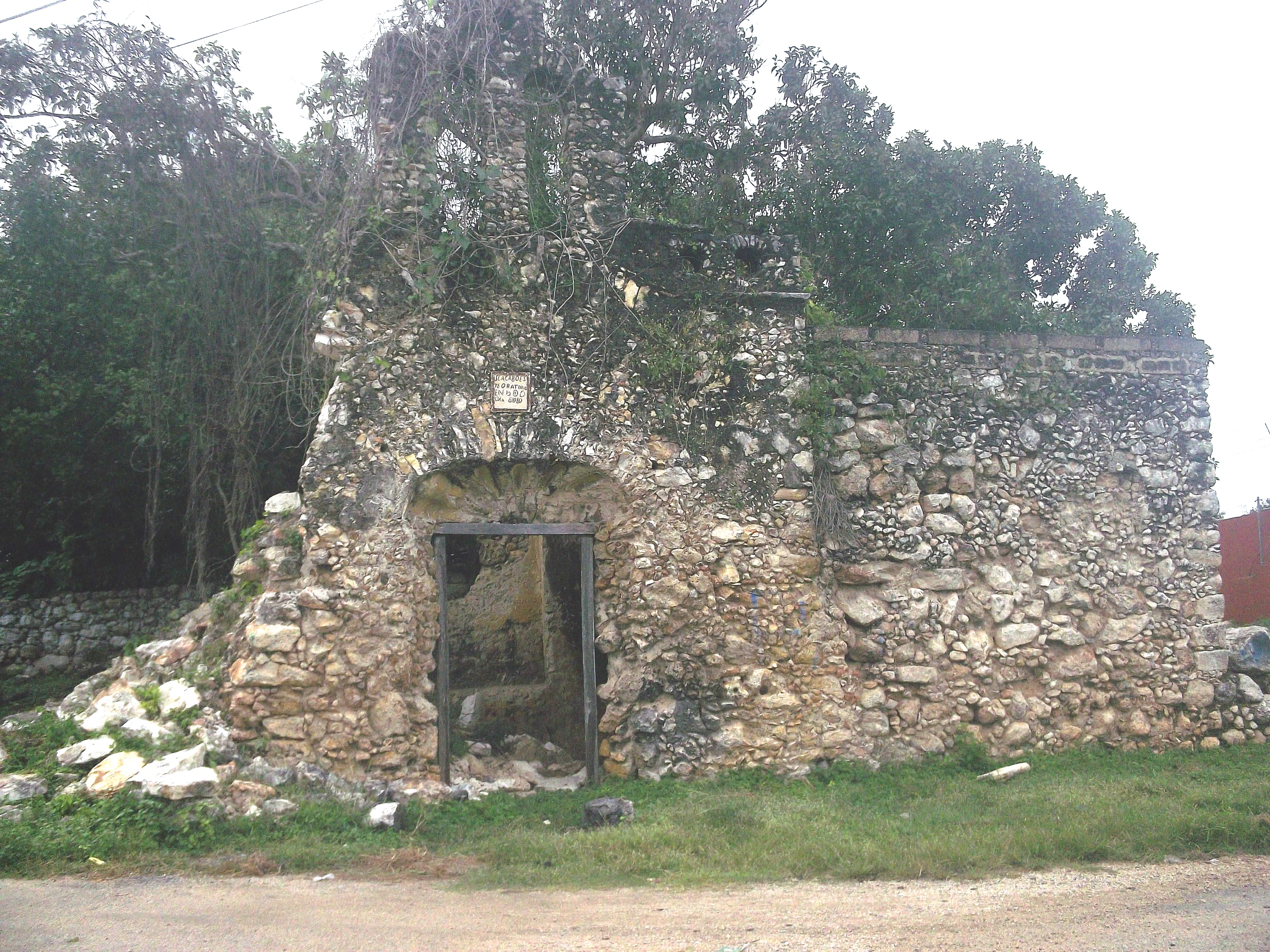
Capilla.
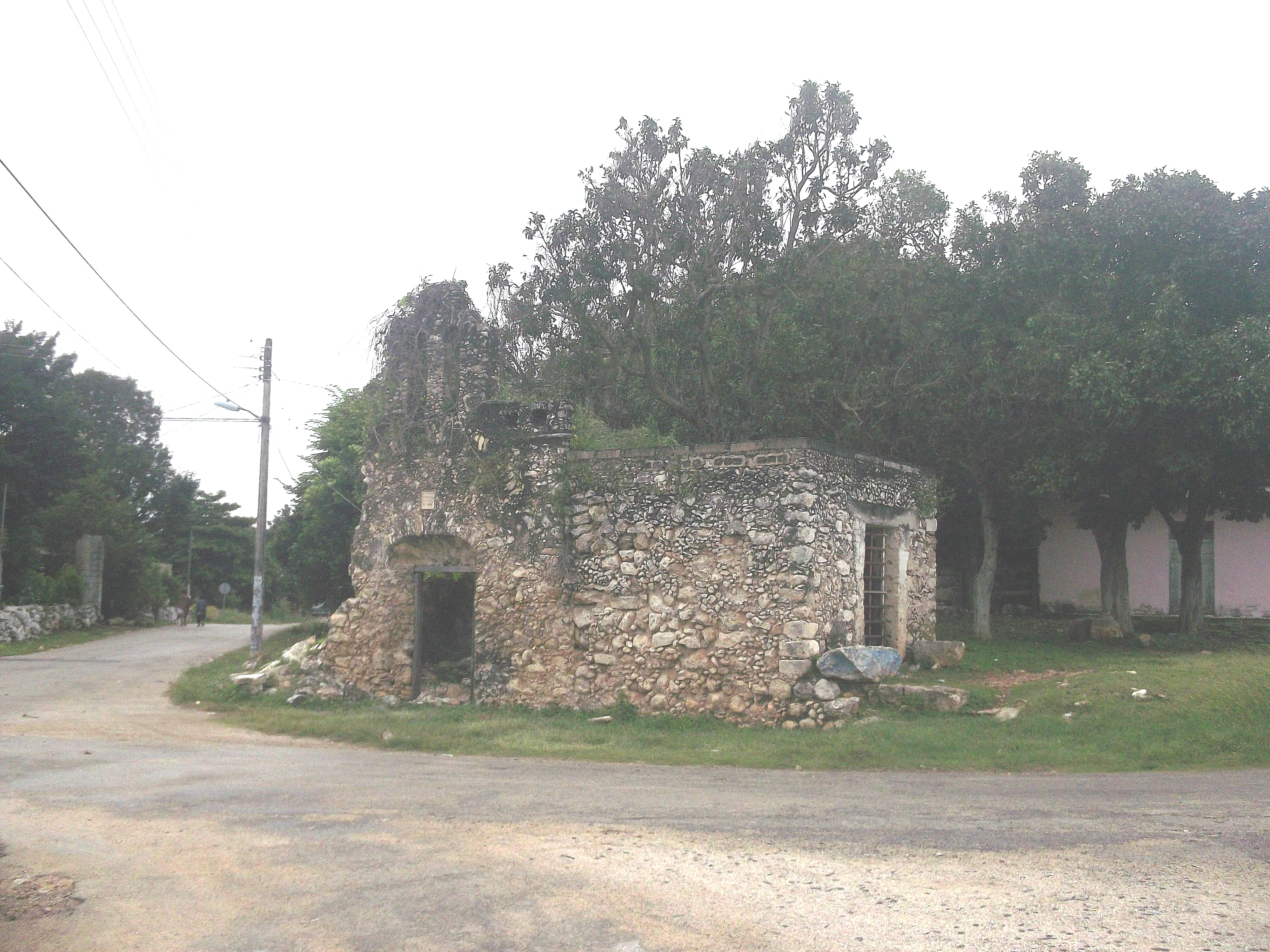
Capilla.